# Caracarà de Guadalupe
El caracarà de Guadalupe (Caracara lutosa †) fou una espècie d'ocell de la família dels falcònids (Falconidae) Era endèmica de l'illa de Guadalupe a Mèxic fins a inicis del segle XX. El seu estat de conservació es considera extint.